# Мо, Даг
Дуглас Эдвин Мо (англ. Douglas Edwin Moe, родился 21 сентября 1938, Бруклин, Нью-Йорк) — американский профессиональный баскетболист и тренер. Будучи главным тренером команды «Денвер Наггетс» в Национальной баскетбольной ассоциации (НБА), он был назван тренером года НБА в 1988 году.

## Карьера игрока
Мо родился в Бруклине (Нью-Йорк), стал звездой баскетбольной команды университете Северной Каролины, где он дважды включался во всеамериканскую сборную. Однако к концу своего обучения он оказался замешанным в подтасовке результатов матчей. Хотя не было никаких доказательств того, что он совершал противоправные действия, его репутация была подмочена.
По окончании обучения он всё-таки выставил свою кандидатуру на драфт НБА, и был выбран под 22-м номером командой «Чикаго Пэкерс», но отказался играть в НБА, а начал играть в Американской баскетбольной ассоциации, где он выступал за клубы «Нью-Орлеанс Баканирс», «Окленд Окс», «Вашингтон Кэпс», «Каролина Кугэрз» и «Вирджиния Сквайрз». В сезоне 1968/1969 годов стал чемпионом АБА в составе «Окс». Он трижды участвовал в матчах всех звёзд АБА.

## Карьера тренера
В сезоне 1976/77 он стал ассистентом главного тренера команды «Каролина Кугэрз». После слияния АБА и НБА в 1976 году Мо в течение четырех сезонов (1976-80) работал главным тренером команды «Сан-Антонио Спёрс», которая в 1979 году вышла в финал конференции. . Он вернулся в «Денвер Наггетс» в 1980 году, чтобы принять бразды правления у другого выпускника Университета Северной Каролины, Донни Уолша. Мо выводил «Наггетс» в постсезонье девять лет подряд, дойдя до финала Западной конференции в 1985 году. Он привел «Наггетс» к двум титулам Среднезападного дивизиона (1984) и рекордным для франшизы 54 победам в 1987-88 годам. В том же году он был назван лучшим тренером года НБА.
6 сентября 1990 года на пресс-конференции Мо объявил о своем увольнении из «Наггетс», где он и его жена Джейн подняли тост с шампанским. У него оставалось три года контракта, но он оказался в центре реструктуризации фронт-офиса, инициированной компанией Comsat Video Enterprises, Inc, которая приобрела франшизу одиннадцатью месяцами ранее. Главный исполнительный директор Comsat Роберт Вусслер был наиболее критичен к его тренерской работе. «Наггетс» наградили Мо баннером с надписью «432» за его количество побед в качестве главного тренера «Наггетс».
Мо также работал главным тренером «Филадельфия-76» (1992–93) со своим сыном Дэвидом Мо в качестве помощника тренера.